# Nerocila benrosei
Nerocila benrosei is een pissebed uit de familie Cymothoidae. De wetenschappelijke naam van de soort is voor het eerst geldig gepubliceerd in 1999 door Bunkley-Williams & Williams.